# Sliffert
Sliffert is een buurtschap   in de gemeente Eindhoven, in de Nederlandse provincie Noord-Brabant. De buurtschap ligt in het stadsdeel Strijp tussen Heistraat en de A2.
De buurtschap bestaat anno 2025 nog steeds, maar is vrijwel geheel ingesloten door verkeerswegen. De naastgelegen Sliffertsestraat leidde vroeger naar het Vliegveld Welschap, waarvan de voormalige verkeerstoren nog bewaard is gebleven. In de onmiddellijke nabijheid van de buurtschap werd begin 21e eeuw de stadswijk Meerhoven gebouwd.
Centrum: Binnenstad · De Bergen · Fellenoord · Universiteitsterrein

Gestel: Oud-Gestel · Oud Kasteel · Rozenknopje

Stratum: Oud-Stratum · Kortonjo · Putten

Strijp: Oud-Strijp · Halve Maan · Meerhoven

Tongelre: Oud-Tongelre · De Laak · Doornakkers

Woensel-Noord: Ontginning · Achtse Molen · Aanschot · Dommelbeemd

Woensel-Zuid: Oud-Woensel · Erp · Begijnenbroek

Dorpen: Acht      
Buurtschappen: Bokt · 't Coll · Gennep · Heistraat · Nieuw Acht · buurt Riel/ buurtschap Riel · Sliffert · Urkhoven

Noord-Brabant: Steden en dorpen      Nederland: Provincies · Gemeenten